# Radbruch
Radbruch là một đô thị của huyện Lüneburg, bang Niedersachsen, Đức. Đô thị này có diện tích 22,54 km².